# 139P/Вяйсяля — Отерма
Комета Вяйсяля — Отерма (139P/Väisälä-Oterma) — короткопериодическая комета семейства Юпитера, которая была обнаружена 7 октября 1939 года финским астрономом Ирьё Вяйсяля в обсерватории Туорла в ходе рутинных поисков астероидов. Она была описана как звёздоподобный объект 15,8 m звёздной величины в созвездии Овна и классифицирована как астероид с временным обозначением 1939 TN. Комета обладает довольно коротким периодом обращения вокруг Солнца — чуть более 9,6 лет.

Орбита кометы Вяйсяля — Отерма и её положение в Солнечной системе

После своего обнаружения комета наблюдалась лишь трижды: 18 и 20 октября, а также 11 ноября, что оказалось явно недостаточно для точного определения орбиты и почти на более чем полвека комета была потеряна. Повторное изучение фотопластин другим финским астрономом Лийси Отерма в 1981 году позволило сделать предположение о кометной природе объекта. Но окончательно это удалось установить лишь после повторного открытия кометы в рамках проекта LINEAR, которое произошло 18 ноября 1998 года. Первоначально объект, получивший обозначение 1998 WG22, также был принят за астероид, пока 6 декабря Дэвид Бэлэм с помощью 1,8-метрового рефлектора Доминьоской обсерватории не обнаружил появление вокруг объекта комы в 8 " угловых секунд в поперечнике, а также небольшого хвоста 18 " угловых секунд.
Примерно в это же время японский астроном Сюити Накано предположил сходство между объектами 1939 и 1998 года и, вскоре, рассчитал первую эллиптическую орбиту, связывающую эти два явления. Согласно этой орбите, комета прошла перигелий 27 сентября 1998 года на расстоянии 3,39 а. е. и имела период обращения 9,55 лет.

## Сближения с планетами
Анализ движения этой кометы в течение XX и XXI веков позволил установить, что за этот период комета должна будет испытать два очень тесных сближения с Юпитером, каждое из которых характеризуется существенным изменением орбиты. Ещё одно сближение ожидается в конце XXI века.
- 0,18 а. е. от Юпитера 5 мая 1935 года;
- 0,07 а. е. от Юпитера 4 мая 2042 года;
- 0,84 а. е. от Юпитера 17 ноября 2099 года.